# Вареновка
Варе́новка — село в Неклиновском районе Ростовской области России. Административный центр Вареновского сельского поселения.

## География
Располагается на берегу реки Самбек, в семи километрах от города Таганрог и в двух от побережья Азовского моря.

### Уличная сеть
| - пер. Комсомольский, - пер. Мирный, - пер. Подгорный, - пер. Родниковый, - пер. Урожайный, - пер. Школьный, | - ул. Авангардная, - ул. Лучевая, - ул. Магистральная, - ул. Октябрьская, - ул. Партизанская, - ул. Первомайская, | - ул. Петровская, - ул. Российская, - ул. Садовая, - ул. Советская, - ул. Социалистическая. |

## Население
| 2010 |
| ---- |
| 3148 |

## Известные уроженцы, жители
С 1945 в селе проживал Герой Советского Союза Кузьма Андреевич Зуев. Умер 15 января 1978 года в Вареновке и похоронен на сельском кладбище.

## Инфраструктура
Школа, детсад, почтовое отделение, магазины.
В селе находится действующий Храм святого благоверного князя Александра Невского.

## Транспорт
Село легкодоступно автомобильным и железнодорожным транспортом. К селу подходит автодорога межмуниципального значения 60Н-245 «подъезд от автомобильной дороги „Ростов-на-Дону — Таганрог“ (до границы с Украиной) к с. Вареновка» (60 ОП МЗ 60Н-245). Остановки общественного транспорта находятся в центре села, в том числе возле Вареновского кладбища и церкви.
На платформе Вареновка ежедневно останавливаются электрички «Ростов-Главный — Таганрог (старый вокзал)».